# Joachim Griese (Segler)
Joachim „Achim“ Griese (* 25. August 1952 in Berne; † 17. November 2024 in Hamburg) war ein deutscher Regattasegler, der für die Bundesrepublik Deutschland antrat.
Der Rechtsanwalt und Immobilienkaufmann gehörte dem Norddeutschen Regatta Verein in Hamburg an. 1980 gewann er gemeinsam mit Jürgen Homeyer die Deutsche Meisterschaft in der Bootsklasse Star. Mit seinem neuen Vorschotmann Michael Marcour belegte er bei den Weltmeisterschaften 1983 den zweiten Platz hinter den Spaniern Antonio Gorostegui und José Luis Doreste. Bei den vor Kiel ausgetragenen Europameisterschaften 1983 siegten die ebenfalls dem Norddeutschen Regatta Verein angehörigen Alexander Hagen und Vincent Hösch vor Joachim Griese und Michael Marcour. Nachdem Griese und Marcour die vorolympische Regatta 1983 vor Los Angeles gewonnen hatten, konnten sie sich in der verbandsinternen Olympiaausscheidung gegen Hagen und Hösch durchsetzen. Bei der olympischen Regatta 1984 gewannen die US-Segler William Earl Buchan und Steven Erickson drei Tageswertungen und siegten deutlich. Griese und Marcour waren in der ersten Wettfahrt disqualifiziert worden und konnten sich erst durch einen dritten Platz in der letzten Wettfahrt die Silbermedaille vor den Italienern und Schweden sichern. Dafür wurden er und sein Teamkollege vom Bundespräsidenten mit dem Silbernen Lorbeerblatt ausgezeichnet.
Griese starb am 17. November 2024 in Hamburg im Alter von 72 Jahren.